# ソウル歌謡大賞
ソウル歌謡大賞（朝: 서울가요대상、英: Seoul Music Awards）は、韓国の大衆音楽授賞式。財団法人韓国訪問委員会と文化体育観光部の後援により実施、旌善郡の総合レジャー施設ハイワンリゾートも後援しているため、ハイワンソウル歌謡大賞（朝: 하이원 서울가요대상、英: High1 Seoul Music Awards）とも呼ばれる。
主催はスポーツソウル、主管はソウル歌謡大賞組織委員会が務め、大衆の愛を最も多く受けた歌手に対し授与される。
第21回以降は、韓国放送公社のKBS drama、KBS W、KBS Joyのいずれかで生放送が行われている。

## 沿革
- 1990年 - 第1回実施[4]
- 2007年 - 授賞式未実施[5][6]
- 2008年 - 2007年度第17回授賞式を繰り越し開催、以降は毎年翌年年始に開催時期変更[5][6]

## 日程
- 第25回 - 2016年1月14日、オリンピック体操競技場（MC：イ・ハニ、チョン・ヒョンム、EXIDのハニ）[2]
- 第26回 - 2017年1月19日、蚕室体育館[1]
- 第27回 - 2018年1月25日、高尺スカイドーム
- 第28回 - 2019年1月15日、高尺スカイドーム
- 第29回 - 2020年1月30日、高尺スカイドーム
- 第31回 - 2022年1月23日、高尺スカイドーム
- 第32回 - 2023年1月19日、オリンピック体操競技場
- 第33回 - 2024年1月2日、ラジャマンガラ競技場
- 第34回 - 2025年6月21日、インスパイア・アリーナ

## 授与内容
第28回（2019年）
- 大賞
- 最高アルバム賞
- 最高音源賞
- 本賞 - 12グループ
- 新人賞 - 2グループ
- 人気賞
- 韓流特別賞
- ベストパフォーマンス賞
- バラード部門賞
- ヒップホップ R&B部門賞
- バンド部門賞
- 今年の発見賞
- ファンダムスクール賞
- 審査委員特別賞

第29回（2020年）
- アルバム大賞
- 音源大賞
- 本賞 - 12グループ
- 新人賞 - 3グループ
- 人気賞
- 韓流特別賞
- 今年の発見賞
- ダンスパフォーマンス賞
- R&B ヒップホップ賞
- バラード賞
- バンド賞
- OST賞
- QQミュージック最高人気K-POPアーティスト賞
- 審査委員特別賞

## 歴代大賞受賞者
出典：
| 回数   | 授与年度 | 授賞年度 | 受賞アーティスト                      |
| ------ | -------- | -------- | ------------------------------------- |
| 第1回  | 1990年   | 1990年   | ピョン・ジンソプ                      |
| 第2回  | 1991年   | 1991年   | テ・ジナ                              |
| 第3回  | 1992年   | 1992年   | ソテジワアイドゥル                    |
| 第4回  | 1993年   | 1993年   | ソテジワアイドゥル                    |
| 第5回  | 1994年   | 1994年   | キム・ゴンモ                          |
| 第6回  | 1995年   | 1995年   | Roo'Ra                                |
| 第7回  | 1996年   | 1996年   | クローン                              |
| 第8回  | 1997年   | 1997年   | H.O.T.                                |
| 第9回  | 1998年   | 1998年   | H.O.T.                                |
| 第9回  | 1998年   | 1998年   | Sechs Kies(ジェクスキス)              |
| 第10回 | 1999年   | 1999年   | チョ・ソンモ                          |
| 第10回 | 1999年   | 1999年   | ピンクル                              |
| 第11回 | 2000年   | 2000年   | チョ・ソンモ                          |
| 第12回 | 2001年   | 2001年   | キム・ゴンモ                          |
| 第13回 | 2002年   | 2002年   | BoA                                   |
| 第14回 | 2003年   | 2003年   | イ・ヒョリ                            |
| 第15回 | 2004年   | 2004年   | 神話                                  |
| 第16回 | 2006年   | 2006年   | 東方神起                              |
| 第17回 | 2007年   | 2008年   | BIGBANG                               |
| 第18回 | 2008年   | 2009年   | Wonder Girls                          |
| 第19回 | 2009年   | 2010年   | 少女時代                              |
| 第20回 | 2010年   | 2011年   | 少女時代                              |
| 第21回 | 2011年   | 2012年   | SUPER JUNIOR                          |
| 第22回 | 2012年   | 2013年   | PSY                                   |
| 第23回 | 2013年   | 2014年   | EXO                                   |
| 第24回 | 2014年   | 2015年   | EXO                                   |
| 第25回 | 2015年   | 2016年   | EXO                                   |
| 第26回 | 2016年   | 2017年   | EXO                                   |
| 第27回 | 2017年   | 2018年   | 防弾少年団                            |
| 第28回 | 2018年   | 2019年   | 防弾少年団                            |
| 第29回 | 2019年   | 2020年   | 防弾少年団（アルバム） テヨン（音源） |
| 第30回 | 2020年   | 2021年   | 防弾少年団                            |
| 第31回 | 2021年   | 2022年   | NCT 127                               |
| 第32回 | 2022年   | 2023年   | NCT DREAM                             |
| 第33回 | 2023年   | 2024年   | NCT DREAM                             |
| 第34回 | 2024年   | 2025年   | i-dle                                 |